# Елинек, Эдвард
Эдуард Елинек (чеш. Edvard Jelínek; 6 июня 1855, Прага, — 15 марта 1897, Прага) — чешский литератор.
Один из представителей славянофильской партии в Чехии. Для распространения «славянской идеи» стал издавать в 1881 году «Slovansky sbornik», прекратившийся ввиду явного равнодушия чешского общества.
В ряде отдельных сочинений Елинек знакомит чехов с жизнью других славян; так он издал: «Črty kozacké», «Polské paní a dívky», «Slovanské črty» «Črty varšavské», «Damy starších salonů polskych» и др. Последнее его сочинение: «Honorata z Wišniowskych Zapova» вышло в 1894 году. В «Rozprawach» филологического отдела Краковской академии наук (т. XIII) Елинек издал библиографический список чешских сочинений и статей, касающихся Польши.